# ヤマセミ
ヤマセミ（山翡翠、山魚狗、学名: Megaceryle lugubris）は、ブッポウソウ目カワセミ科に分類される鳥類の1種である。山地の渓流に生息するカワセミの仲間である。

## 分布
アフガニスタン北東部からヒマラヤ、インドシナ半島北部、中国中部以南、日本まで分布する。生息地では、基本的に留鳥である。
日本では、留鳥として九州以北に分布、繁殖しているが、個体数は多くない。

## 形態
体長は約38 cm。翼開長は約67 cm。カワセミの2倍、ハトほどの大きさで、日本でみられるカワセミ科の鳥では最大の種類である。頭には大きな冠羽があり、からだの背中側が白黒の細かいまだら模様になっているのが特徴。腹側は白いが、あごと胸にもまだら模様が帯のように走っている。オスとメスはよく似るが、オスはあごと胸の帯にうすい褐色が混じる。

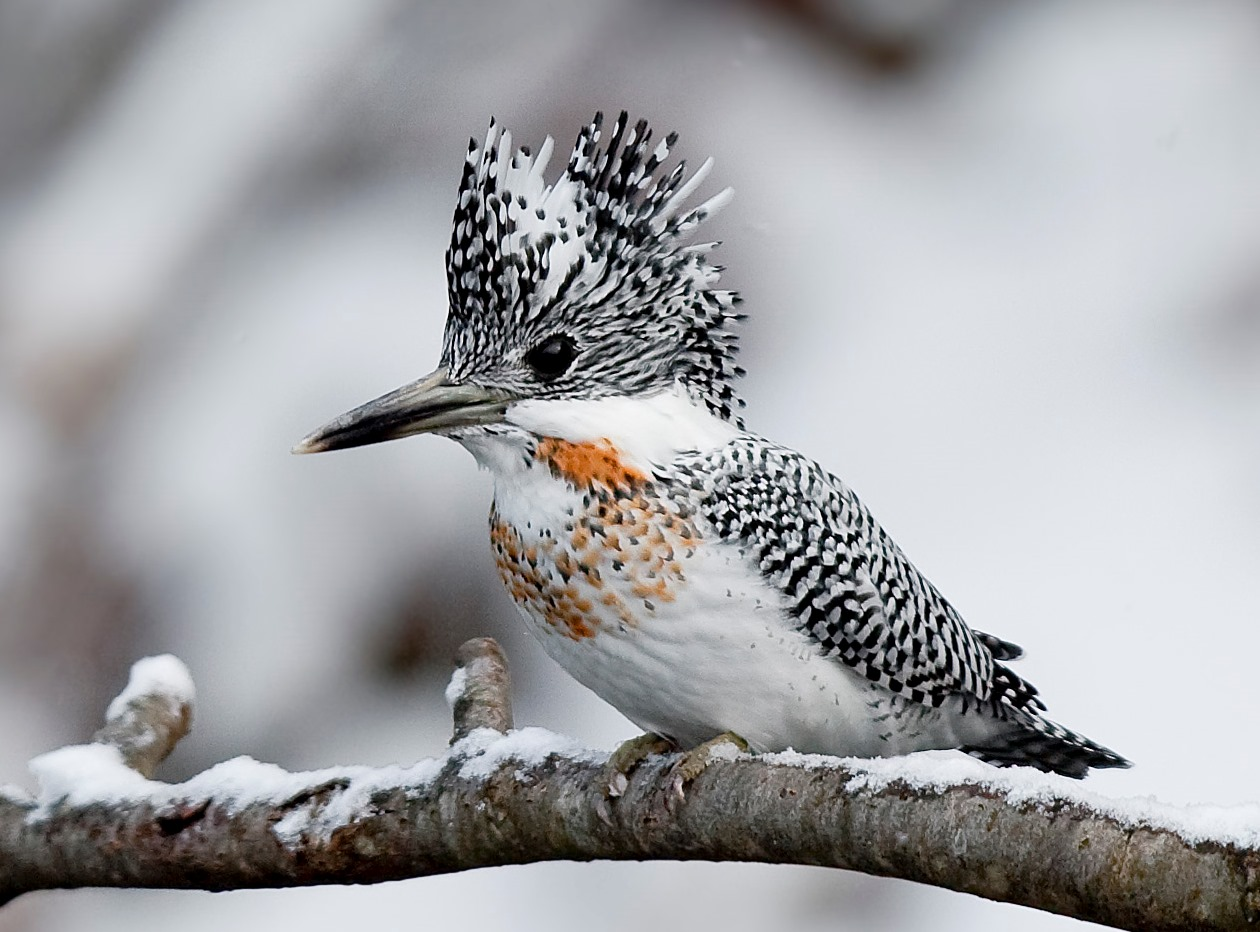
オス
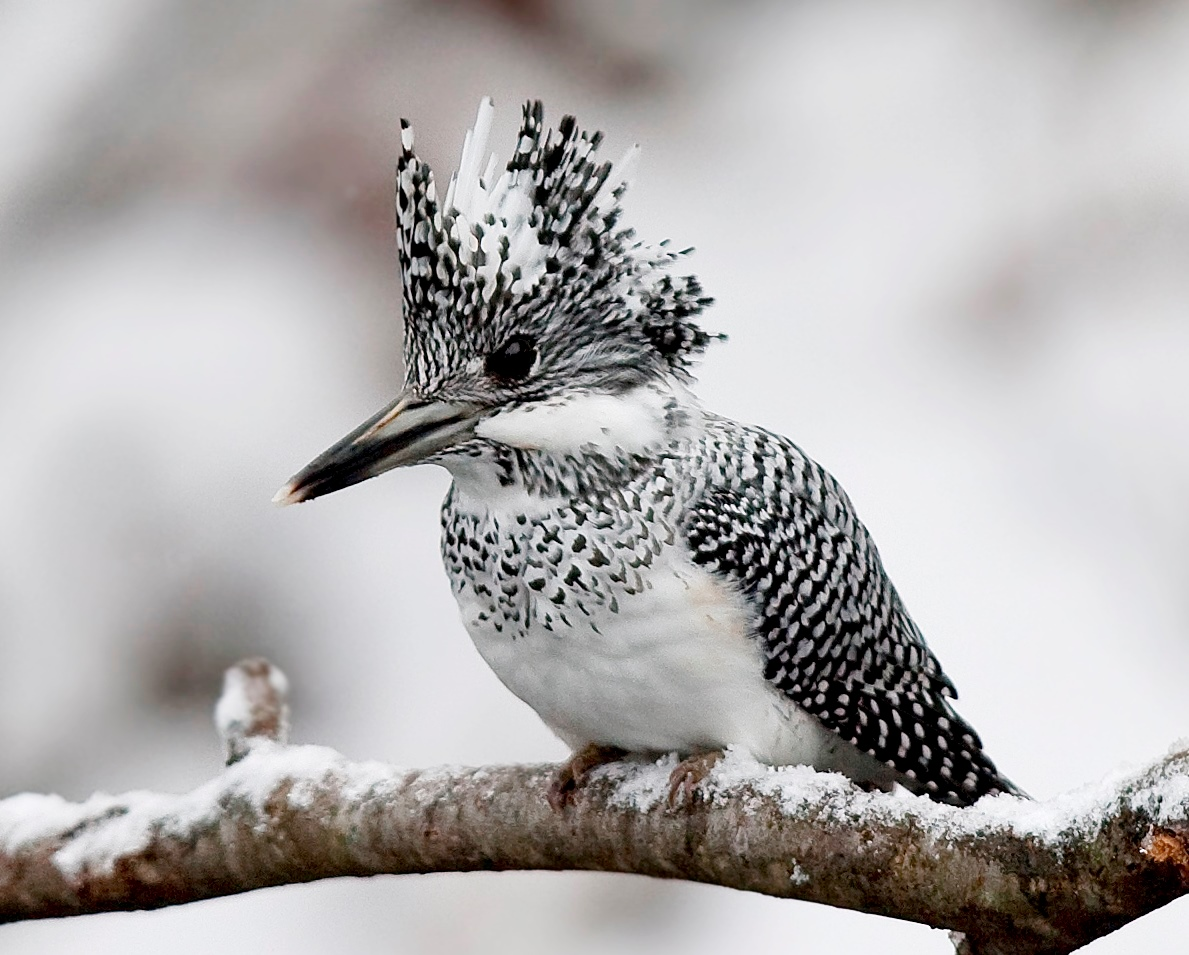
メス
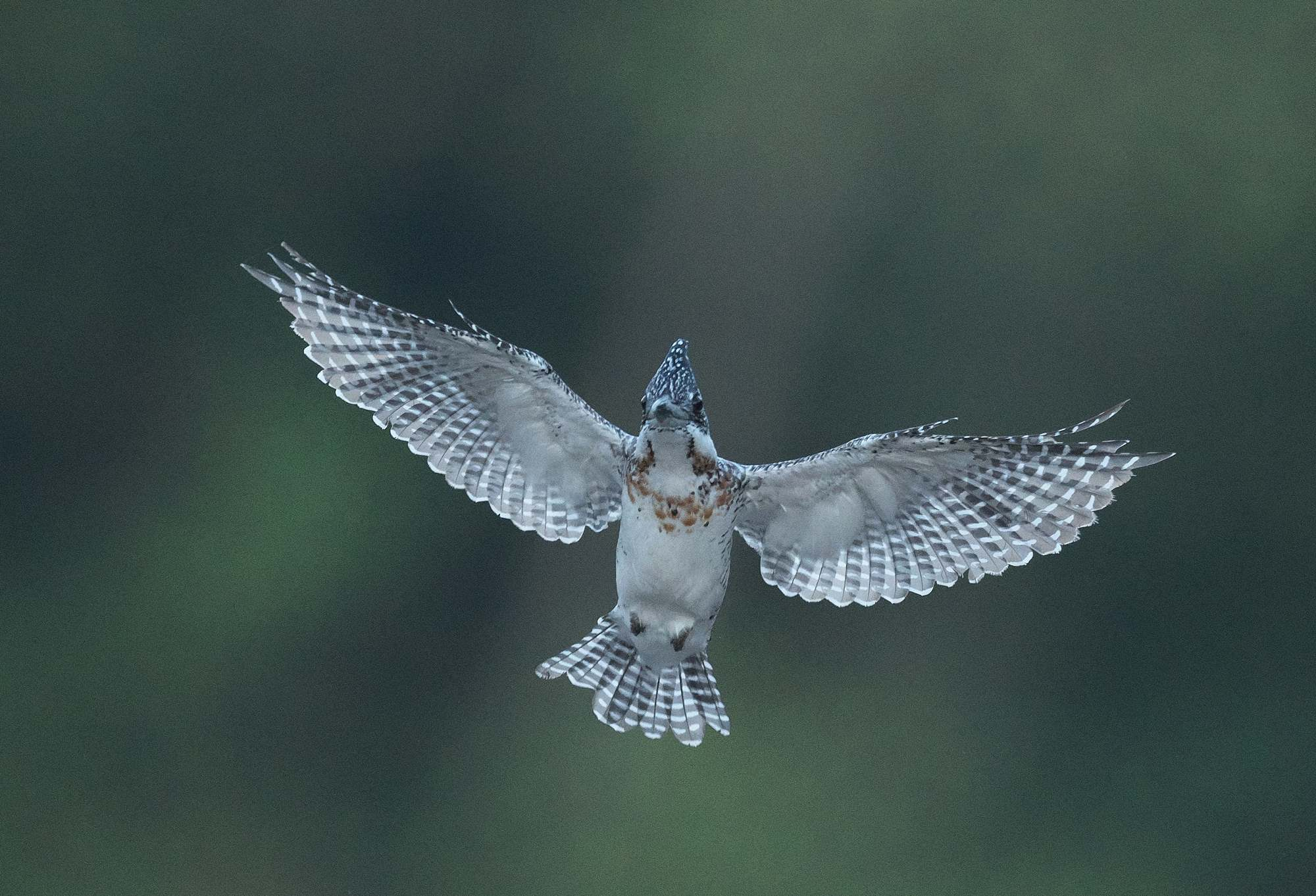
成鳥 オス
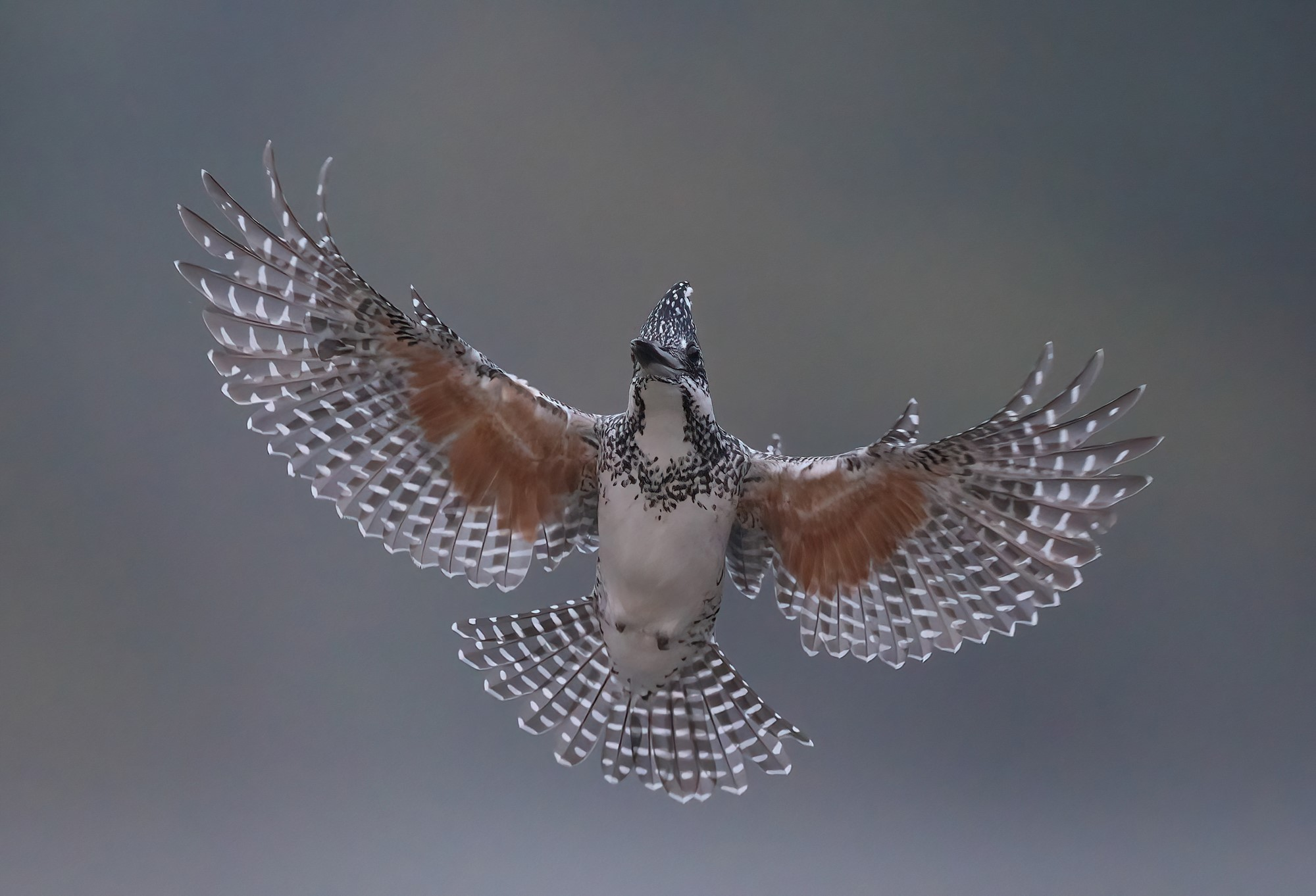
成鳥 メス

## 生態
名のとおり山地の渓流や池の周囲に生息するが、冬は平地の河川や海岸にもやってくる。単独または番い（つがい）で生活する。
食性は動物食。採餌するときは水辺の石や枝の上から水中に飛び込んで、魚類や甲殻類、水生昆虫などを捕食する。ときには空中でホバリング（滞空飛行）しながら飛び込むこともある。カワセミと同じように捕獲後は再び石や枝に戻ってえものをくわえ直し、頭から呑みこむ。大きな魚をとらえた時は足場に数回叩きつけ、殺してから呑みこむ。
繁殖形態は卵生。川や湖の岸辺の垂直な土手に嘴を使って巣穴を掘り、巣穴の中に4-7卵を産む。

## 人間との関わり

### 自治体指定の鳥
以下の自治体の指定の鳥である。
- 北海道千歳市（1986年4月1日制定）
- 岡山県高梁市（2005年9月7日制定）
- 鳥取県三朝町（2008年11月1日制定）
- 熊本県人吉市（2017年3月1日制定）

### 町の鳥
- 栃木県塩谷町（1987年9月5日制定）
- 静岡県川根本町
- 山梨県早川町

### 日本の普通切手
- 1994年（平成6年）1月13日に発売された80円切手の意匠に使用された。2007年（平成19年）10月1日に日本郵政グループが発足し、それによってキジバトが意匠の新しい80円切手が発売されたが、ヤマセミが意匠の切手も在庫分は販売された。
- 2014年（平成26年）3月31日に80円切手自体の販売が終了し、ヤマセミが意匠の80円切手の販売も終了した[1]。

## 名称
種小名 lugubrisは「喪服の、悲しげな」などの意味があり、黒と白で構成される本種の地味な体色に因むものと見られる。属名 Megaceryleのうち、ceryleはギリシア神話に登場する伝説の海鳥である。Ceryle属というのもあり、かつてはこちらに入れられていたこともあった。Megaは大きいという意味で、両者を合わせたMegaceryleはCeryle属のものよりも大きいことを示す。